# Bordô (casta de uva)
Bordô, ives, ives seedling, terci, folha-de-figo ou york madeira é uma cultivar da espécie de uva Vitis labrusca.

## História
Foi selecionada por Henry Ives em 1840, no estado de Ohio, nos Estados Unidos. Foi levada para Portugal. De lá, foi levada para o Brasil no início do século XX.

## Utilização
Pode ser utilizada na produção de vinhos e sucos. Costuma entrar na composição de cortes de vinho com as castas Isabel e Concord, fornecendo, aos vinhos destas castas, a cor que lhes falta e que abunda na casca da bordô. Os vinhos bordôs têm uma forte coloração violeta, decorrente da elevada concentração de antocianinas na casca das uvas, antocianinas estas que passam para os vinhos durante o processo de maceração das uvas. Possuem sabor frutado e foxado, e baixa concentração de tanino. Possuem sabor mais ácido que os vinhos produzidos com Vitis vinifera, em decorrência da elevada concentração dos ácidos tartárico e málico na casca da uva.